# Giro del Belgio 1988
Il Giro del Belgio 1988, sessantanovesima edizione della corsa e valida come evento UCI categoria CB.2, si svolse dal 9 al 14 agosto 1988, per un percorso totale di 975,3 km suddiviso in un prologo più 5 tappe. Fu vinto dall'olandese Frans Maassen che concluse il giro con il tempo totale di 23 ore, 48 minuti e 17 secondi, alla media di 40,97 km/h.

## Tappe
| Tappa  | Data      | Percorso                   | km    | Vincitore di tappa | Leader cl. generale |
| ------ | --------- | -------------------------- | ----- | ------------------ | ------------------- |
| Prol.  | 9 agosto  | Geel (Cron. individuale)   | 7,8   | Étienne De Wilde   |                     |
| 1ª     | 10 agosto | Geel > Philippeville       | 251   | Eric Van Lancker   |                     |
| 2ª     | 11 agosto | Philippeville > Soignies   | 185   | Peter Pieters      |                     |
| 3ª-1ª  | 12 agosto | Soignies > Bruges          | 129   | Frans Maassen      |                     |
| 3ª-2ª  | 12 agosto | Bruges (Cron. individuale) | 18,5  | Frans Maassen      |                     |
| 4ª     | 13 agosto | Torhout > Werchter         | 245   | Hendrik Redant     |                     |
| 5ª     | 14 agosto | Werchter > Lovanio         | 139   | Johan Capiot       | Frans Maassen       |
| Totale | Totale    | Totale                     | 975,3 |                    |                     |

## Dettagli delle tappe

### Prologo
- 9 agosto: Geel – Cronometro individuale – 7,8 km

Risultati
| Pos. | Corridore               | Squadra     | Tempo |
| ---- | ----------------------- | ----------- | ----- |
| 1    | Étienne De Wilde        | Sigma-Fina  | 9'44" |
| 2    | Frans Maassen           | Superconfex | a 2"  |
| 3    | Benjamin Van Itterbeeck | Lotto       | a 6"  |

### 1ª tappa
- 10 agosto: Geel > Philippeville – 251 km

Risultati
| Pos. | Corridore          | Squadra   | Tempo    |
| ---- | ------------------ | --------- | -------- |
| 1    | Eric Van Lancker   | Panasonic | 6.44'29" |
| 2    | Rudy Patry         | Roland    | a 4"     |
| 3    | Maurizio Fondriest | Alfa Lum  | s.t.     |

### 2ª tappa
- 11 agosto: Philippeville > Soignies – 185 km

Risultati
| Pos. | Corridore     | Squadra     | Tempo    |
| ---- | ------------- | ----------- | -------- |
| 1    | Peter Pieters | TVM         | 4h18'00" |
| 2    | Rolf Gölz     | Superconfex | s.t.     |
| 3    | Herman Frison | Roland      | s.t.     |

### 3ª tappa-1ª semitappa
- 12 agosto: Soignies > Bruges – 129 km

Risultati
| Pos. | Corridore         | Squadra      | Tempo    |
| ---- | ----------------- | ------------ | -------- |
| 1    | Frans Maassen     | Superconfex  | 2h52'00" |
| 2    | Michel Cornelisse | Superconfex  | s.t.     |
| 3    | Stefano Allocchio | Chateau d'Ax | s.t.     |

### 3ª tappa-2ª semitappa
- 12 agosto: Bruges – Cronometro individuale – 18,5 km

Risultati
| Pos. | Corridore        | Squadra     | Tempo  |
| ---- | ---------------- | ----------- | ------ |
| 1    | Frans Maassen    | Superconfex | 23'21" |
| 2    | Allan Peiper     | Panasonic   | a 12"  |
| 3    | Eric Van Lancker | Panasonic   | a 17"  |

### 4ª tappa
- 13 agosto: Torhout > Werchter – 245 km

Risultati
| Pos. | Corridore        | Squadra     | Tempo    |
| ---- | ---------------- | ----------- | -------- |
| 1    | Hendrik Redant   | Isoglass    | 6h01'45" |
| 2    | Eric Van Lancker | Panasonic   | a 8"     |
| 3    | Frans Maassen    | Superconfex | s.t.     |

### 5ª tappa
- 12 agosto: Werchter > Lovanio – 139 km

Risultati
| Pos. | Corridore            | Squadra     | Tempo    |
| ---- | -------------------- | ----------- | -------- |
| 1    | Johan Capiot         | TVM         | 3h18'30" |
| 2    | Goossens             | ?           | s.t.     |
| 3    | Jean-Paul van Poppel | Superconfex | a 9"     |

## Classifiche finali

### Classifica generale
| Pos. | Corridore          | Squadra      | Tempo     |
| ---- | ------------------ | ------------ | --------- |
| 1    | Frans Maassen      | Superconfex  | 23h48'17" |
| 2    | Eric Van Lancker   | Panasonic    | a 18"     |
| 3    | Alan Peiper        | Panasonic    | a 49"     |
| 4    | Benny Van Brabant  | Lotto        | a 55"     |
| 5    | Marc Sergeant      | Hitachi      | a 1'05"   |
| 6    | Maurizio Fondriest | Alfa Lum     | a 1'26"   |
| 7    | Nico Emonds        | Superconfex  | a 1'31"   |
| 8    | Guy Nulens         | Panasonic    | a 1'52"   |
| 9    | Jan Nevens         | Sigma Paints | a 1'53"   |
| 10   | Joseph Parkin      | Eurotop      | a 2'01"   |